# Västerfjärden (vid Högsåra, Kimitoön)
Västerfjärden är en fjärd i Finland. Den ligger i landskapet Egentliga Finland, i den sydvästra delen av landet, 150 km väster om huvudstaden Helsingfors.
Västerfjärden avgränsas av Örö i öster, Lammskär och Höckaskär i sydväst och Södra Benskär i norr. 